# Список эпизодов телесериала «Американская история преступлений»
«Американская история преступлений» — американский телесериал-антология, разработанный Скоттом Александером и Ларри Карезюски, которые также являются исполнительными продюсерами вместе с Брэдом Фэлчаком, Ниной Джейкобсон, Райаном Мёрфи и Брэдом Симпсоном. Премьера сериала состоялась на кабельном канале FX в США 2 февраля 2016 года. Как и в случае с «Американской историей ужасов», также от Мёрфи и Фэлчака, каждый сезон представлен в виде мини-сериала, который рассказывает об отдельных, никак не связанных между собой реальных событий.
Премьера второго сезона, «Убийство Джанни Версаче», состоялась 17 января 2018 года. В июне 2017 года было объявлено, что третий сезон будет сосредоточен на последствиях урагана Катрины, в то время как четвёртый сезон, о сексуальном скандале Моники Левински и Билла Клинтона, находится в разработке.

## Обзор сезонов
| Сезон | Сезон | Название                      | Эпизоды | Оригинальная дата показа | Оригинальная дата показа |
| Сезон | Сезон | Название                      | Эпизоды | Премьера сезона          | Финал сезона             |
| ----- | ----- | ----------------------------- | ------- | ------------------------ | ------------------------ |
|       | 1     | Народ против О. Джея Симпсона | 10      | 2 февраля 2016           | 5 апреля 2016            |
|       | 2     | Убийство Джанни Версаче       | 9       | 17 января 2018           | 14 марта 2018            |
|       | 3     | Импичмент                     | 10      | 7 сентября 2021          | 9 ноября 2021            |

## Эпизоды

### Сезон 1: Народ против О. Джея Симпсона (2016)
| № общий | № в сезоне | Название                                          | Режиссёр         | Автор сценария                                                    | Дата премьеры   | Произв. код | Зрители в США (млн) |
| ------- | ---------- | ------------------------------------------------- | ---------------- | ----------------------------------------------------------------- | --------------- | ----------- | ------------------- |
| 1       | 1          | «Из пепла трагедии» «From the Ashes of Tragedy»   | Райан Мёрфи      | Скотт Александер и Ларри Карезюски                                | 2 февраля 2016  | 1WAX01      | 5,11                |
| 2       | 2          | «Главный забег в его жизни» «The Run of His Life» | Райан Мёрфи      | Скотт Александер и Ларри Карезюски                                | 9 февраля 2016  | 1WAX02      | 3,89                |
| 3       | 3          | «Команда мечты» «The Dream Team»                  | Энтони Хемингуэй | Д. В. Девинсентис                                                 | 16 февраля 2016 | 1WAX03      | 3,33                |
| 4       | 4          | «100% невиновен» «100% Not Guilty»                | Энтони Хемингуэй | Майя Форбс, Уоллес Володарски, Скотт Александер и Ларри Карезюски | 23 февраля 2016 | 1WAX04      | 2,99                |
| 5       | 5          | «Расовая карта» «The Race Card»                   | Джон Синглтон    | Джо Роберт Коул                                                   | 1 марта 2016    | 1WAX05      | 2,72                |
| 6       | 6          | «Марша, Марша, Марша» «Marcia, Marcia, Marcia»    | Райан Мёрфи      | Д. В. Девинсентис                                                 | 8 марта 2016    | 1WAX06      | 3,00                |
| 7       | 7          | «Теории заговора» «Conspiracy Theories»           | Энтони Хемингуэй | Д. В. Девинсентис                                                 | 15 марта 2016   | 1WAX07      | 2,89                |
| 8       | 8          | «Присяжные в тюрьме» «A Jury in Jail»             | Энтони Хемингуэй | Джо Роберт Коул                                                   | 22 марта 2016   | 1WAX08      | 2,91                |
| 9       | 9          | «Манна Небесная» «Manna from Heaven»              | Энтони Хемингуэй | Скотт Александер и Ларри Карезюски                                | 29 марта 2016   | 1WAX09      | 2,76                |
| 10      | 10         | «Вердикт» «The Verdict»                           | Райан Мёрфи      | Скотт Александер и Ларри Карезюски                                | 5 апреля 2016   | 1WAX10      | 3,27                |

### Сезон 2: Убийство Джанни Версаче (2018)
| № общий | № в сезоне | Название                                                  | Режиссёр             | Автор сценария           | Дата премьеры   | Произв. код | Зрители в США (млн) |
| ------- | ---------- | --------------------------------------------------------- | -------------------- | ------------------------ | --------------- | ----------- | ------------------- |
| 11      | 1          | «Человек, который был модой» «The Man Who Would Be Vogue» | Райан Мёрфи          | Том Роб Смит             | 17 января 2018  | 3WAX01      | 2,22                |
| 12      | 2          | «Преследование» «Manhunt»                                 | Нельсон Крэгг        | Том Роб Смит             | 24 января 2018  | 3WAX02      | 1,42                |
| 13      | 3          | «Случайное убийство» «A Random Killing»                   | Гвинет Хордер-Пейтон | Том Роб Смит             | 31 января 2018  | 3WAX03      | 1,26                |
| 14      | 4          | «Дом у озера» «House by the Lake»                         | Дэниел Минэхэн       | Том Роб Смит             | 7 февраля 2018  | 3WAX04      | 0,98                |
| 15      | 5          | «Не спрашивайте, не говорите» «Don't Ask Don't Tell»      | Дэниел Минэхэн       | Том Роб Смит             | 14 февраля 2018 | 3WAX05      | 0,91                |
| 16      | 6          | «Спуск» «Descent»                                         | Гвинет Хордер-Пейтон | Том Роб Смит             | 28 февраля 2018 | 3WAX07      | 1,10                |
| 17      | 7          | «Восхождение» «Ascent»                                    | Гвинет Хордер-Пейтон | Том Роб Смит             | 7 марта 2018    | 3WAX06      | 0,92                |
| 18      | 8          | «Создатель / разрушитель» «Creator / Destroyer»           | Мэтт Бомер           | Том Роб Смит и Мэгги Кон | 14 марта 2018   | 3WAX08      | 1,00                |
| 19      | 9          | «Один» «Alone»                                            | Дэниел Минэхэн       | Том Роб Смит             | 21 марта 2018   | 3WAX09      | 1,20                |